# Diana Eccles
Pour les articles homonymes, voir Eccles.
Diana Catherine Eccles, vicomtesse Eccles, et pair à vie comme baronne Eccles de Moulton (née le 4 octobre 1933) est une pair conservatrice britannique et une femme d'affaires.

## Éducation et début de carrière
Fille de Raymond et Margaret Sturge née Keep, elle fait ses études à la St James's School de West Malvern et à l'Open University, où elle obtient un baccalauréat ès arts en 1978. Eccles travaille bénévolement au Middlesbrough Community Council de 1955 à 1958, et est associé dans une entreprise de design graphique de 1963 à 1977. Entre 1974 et 1985, elle est membre du North Eastern Electricity Board, entre 1981 et 1987 vice-présidente du Conseil national des organisations bénévoles et entre 1982 et 1984 présidente du Tyne Tees Television Program Consultative Council. Depuis 1981, elle est membre laïque du Conseil de l'Université de Durham et depuis 1985 sa vice-présidente.

## Carrière
Lady Eccles est en outre membre du Conseil consultatif sur la conservation de l'énergie du ministère de l'Énergie de 1982 à 1984, du comité Widdicombe sur le gouvernement local et du Comité consultatif du ministère de l'Intérieur sur les licences de radio communautaire expérimentale de 1985 à 1986, et de la British Rail Eastern Board de 1986 à 1992. Elle est directrice de Tyne Tees Television de 1986 à 1994, de Sainsbury's de 1986 à 1995 et de Yorkshire Electricity Group plc de 1990 à 1997. Entre 1990 et 1999, elle est membre de l'Autorité de réglementation des transplantations vivantes indépendante et, entre 1991 et 1996, directrice de la National and Provincial Building Society. Depuis 1998, elle est directrice du Times Newspapers Holdings Ltd et d'Opera North et depuis 2003 de la London Clinic.
Eccles est administratrice de la Charities Aid Foundation de 1982 à 1989 et membre de la British Heart Foundation de 1989 à 1998. Ayant été fiduciaire du York Minster Trust Fund entre 1989 et 1999, elle le retrouve depuis 2006. Le 10 mai 1990, elle est créée pair à vie en tant que baronne Eccles de Moulton, de Moulton dans le Yorkshire du Nord et devient membre de la Chambre des lords. En 1995, Eccles reçoit un doctorat honorifique en droit civil de l'Université de Durham.

## Vie privée
Depuis 1955, elle est mariée au 2e vicomte Eccles. Ils ont trois filles et un fils, l'héritier son mari, William David Eccles. Elle et son mari font partie des rares couples qui détiennent tous deux des titres nobles à part entière.